# Sosnovka (Kírov)
|  | Per a altres significats, vegeu «Sosnovka». |

Sosnovka (en rus: Сосновка) és una ciutat de l'óblast de Kírov, a Rússia, segons el cens del 2021 tenia 8.428 habitants. Es troba a la riba esquerra del riu Viatka, a 279 km al sud de Kírov i a 850 km a l'est de Moscou.

## Història
Sosnovka és mencionada per primera vegada el 1699. A començaments del segle xx, la vila es transformà en un poble industrial amb una serradora i una fàbrica de fils i cordes. El 1962 rebé l'estatus de ciutat.